# جو ماكوين
جو ماكوين (بالإنجليزية: Joe McQueen)‏ هو عازف جاز أمريكي، ولد في 30 مايو 1919.

## وصلات خارجية
- جو ماكوين على موقع ميوزك برينز (الإنجليزية)
- جو ماكوين على موقع ديسكوغز (الإنجليزية)